# Predsednik Turkmenistana
Predsednik Turkmenistana (turkmenistansko: Türkmenistanyň prezidenti) najvišji položaj Republike Turkmenistan in njena izvršilna veja oblasti. Predsednik je vrhovni poveljnik oboroženih sil in vodja kabineta ministrov. 

## Seznam predsednikov
| #    | Volitve         | Ime                       | Mandat            | Mandat            | Stanka                                      |
| #    | Volitve         | Ime                       | Začetek           | Konec             | Stanka                                      |
| ---- | --------------- | ------------------------- | ----------------- | ----------------- | ------------------------------------------- |
| 1.   | 1990            | Saparmurat Nijazov        | 2. november 1990  | 16. december 1991 | Komunistična partija Turkmenistana          |
| (1.) | 1990            | Saparmurat Nijazov        | 16. december 1991 | 21. junij 1992    | Demokratska stranka Turkmenistana           |
| (1.) | 1992            | Saparmurat Nijazov        | 21. junij 1992    | 28. december 1999 | Demokratska stranka Turkmenistana           |
| (1.) | Dosmrtni mandat | Saparmurat Nijazov        | 28. december 1999 | 21. december 2006 | Demokratska stranka Turkmenistana           |
| —    | Dosmrtni mandat | Gurbanguli Berdimuhamedov | 21. december 2006 | 11. februar 2007  | Demokratska stranka Turkmenistana Neodvisen |
| 3.   | 2007            | Gurbanguli Berdimuhamedov | 11. februar 2007  | 12. februar 2012  | Demokratska stranka Turkmenistana Neodvisen |
| 3.   | 2012            | Gurbanguli Berdimuhamedov | 12. februar 2012  | 12. februar 2017  | Demokratska stranka Turkmenistana Neodvisen |
| 3.   | 2007            | Gurbanguli Berdimuhamedov | 12. feburar 2017  | Poteka ...        | Demokratska stranka Turkmenistana Neodvisen |